# Dom Eliseu
Dom Eliseu is een gemeente in de Braziliaanse deelstaat Pará. De gemeente telt 39.088 inwoners (schatting 2009).

## Galerij

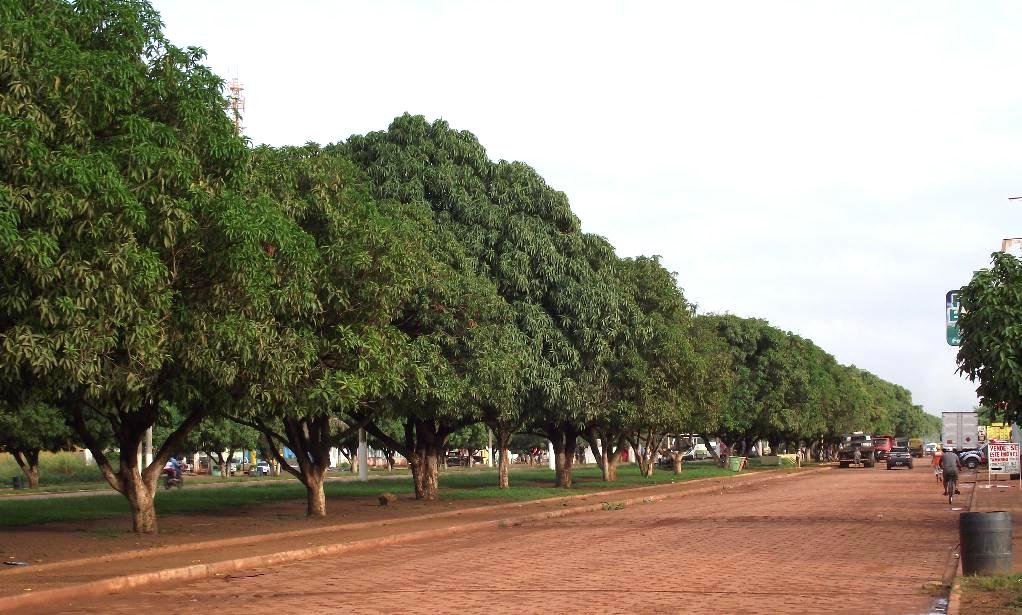
Hoofdweg in Dom Eliseu